# Gallhammer
Le Gallhammer sono un gruppo metal che si orienta verso i generi black metal, crust punk e doom metal.
Si sono formate a Tokyo nel 2003 e sono sotto contratto con la Peaceville Records.

## Influenze
In un'intervista, Vivian Slaughter ha dichiarato di essere influenzata da gruppi come Hellhammer (il loro nome è un chiaro omaggio), Amebix, Venom, Celtic Frost e Burzum.

## Membri
- Vivian Slaughter - basso, voce (2003-presente)
- Risa Reaper - batteria, voce (2003-presente)

## Ex membri
- Mika Penetrator - chitarra, voce (2003–2010)

## Discografia

### Album in studio
- 2004 - Gloomy Lights
- 2007 - Ill Innocence
- 2011 - The End

### Demo
- 2003 - Untitled
- 2003 - Gallhammer
- 2004 - Endless Nauseous Days
- 2004 - The Worship

### EP
- 2007 - Beyond the Hatred
- 2010 - A Taste Of Despair

### Video
- 2007 - The Dawn of...
- 2008 - Ruin of a Church